# Кей-Хосров I
Кей-Хосров I (*/н — 17 червня 1211) — 6-й султан Рума в 1192—1196 та 1205—1211 роках. Повне ім'я Гіяс ад-Дін Кей-Хосров бен Килич-Арслан.

## Життєпис

### Перше володарювання
Походив з династії Сельджукидів. Молодший син Килич-Арслана II султана Рума. Про дату народження замало відомостей. У 1186 році його було визнано спадкоємцем трону. Це рішення підтверджено у 1190 році. Тоді ж брав участь у відвоюванні столиці держави — Коньї у хрестоносців.
У 1192 році після смерті батька стає султаном Руму. На початку намагався встановити гарні стосунки з візантійським імператором Ісааком II Ангелом. У 1196 році проти нього повстав старший брат Рукн ад-Дін Сулейман-шах, емір Токату. У березні того ж року супротивник взяв в облогу Конью. Після чотирьох місяців облоги в місті вичерпалися запаси продовольства. У цій ситуації Кей-Хосров I ухвалив рішення припинити опір. За умовами капітуляції йому та його оточенню гарантувалася безпека, але зобов'язала залишити Конью і країну. Повалений султан перебрався до Візантійської імперії

### У вигнанні
Кей-Хосров облаштувався в Константинополі. У 1200 році оженився на доньці Мануїла Комніна Маврозома, деспота Фригії. Також колишній султан охрестився. Його хрещеним батьком став імператор Олексій III Ангел. У 1203 році після захоплення Константинополя учасниками Четвертого хрестового походу Кей-Хосров разом з Олексієм III та тестем втік до Малої Азії.
У 1204 році після раптової смерті брата-султана Сулейман-шаха отримав звістку про повернення йому трону. Під час подорожі до Коньї зупинився у м. Нікея, де уклав договір з імператором Костянтином Ласкарісом. Втім той затримав Кей-Хосрова, таємно підтримуючи претендента на трон Килич-Арслана III (сина Сулейман-шаха), який став султаном. Втім 1205 року Кей-Хосров зумів втекти з Нікеї (скористався сходженням нового імператора Феодора I, зібрати війська та повалити небожа.

### Друге володарювання
Напочатку султан вжив заходів для ліквідації феодальної роздробленості країни і подальшого зміцнення централізованої влади. За традицією він призначив своїх синів намісниками (маліками) відповідних провінцій (бейліків). Втім тепер маліки були істотно обмежені в своїх правах. Вони були позбавлені права здійснювати емісію грошей і згадувати своє ім'я в п'ятничній молитві. Їм дозволялося мати свої військові загони, але використовувати їх вони могли тільки в складі війська султана за його наказом.
Кей-Хосров I у зовнішній політиці поставив за мету захистити і забезпечити зовнішньоторговельні інтереси своєї держави. Втім участь султанату в міжнародній торгівлі обмежувалося відсутністю портів на Середземному і Чорному морях. Разом з тим експансії рума сприяло занепад Візантійської імперії після четвертого хрестового походу, утворення на її місці невеликих держав — Латинської, Нікейської та Трапезундської імперій, що боролися між собою.
На початку 1207 року рушив проти порту Атталія (титу панувала італійська династія Альдобрандіні), облога якої тривала 2 місяці. 5 березня місто було захоплено. Султан наказав знищити всіх захисників міста за відмову здатися, після чого призначив маліком Атталії (перейменовано на Анталью) воєначальника Мубаріз ад-Діна Ертокуша та заклав будівництво місцевої мечеті. Слідом за цим з багатими трофеями повернувся до Коньї.
У 1211 році до султана прибув колишній візантійський імператор Олексій III з проханням повалити нікейського імператора Феодора I. Кей-Хосров I розцінив це як гарну нагоду для вторгнення на захід Малої Азії. До того ж Феодор I відмовився сплачувати данину Руму. У травні того ж року на чолі війська Кей-Хосров I виступив з Коньї. В свою чергу Феодор I посилив свою армію найманцями з числа німців, кипчаків, аланів. Втім вона все одно була порівняно невеличка (за різними відомостями від 2 до 4 тис. вояків), коли султан мав від 11 до 20 тис. вояків. Вирішальна битва відбулася між Антіохією-на Меандрі та Філадельфією (Алашехіром). Також вона відома як Друга битва в долині Меандра. В результаті вправних дій візантійців та найманців військо султана зазнало відчутної поразки. Остаточно його повернуло на втечу загибель Кей-Хосрова I, якого за різними відомостями вбив франк або сам імператор Феодор I. Проте втрати супротивника також були значними й Нікейська імперія не скористалася цим. Новим султаном став син загиблого Кей-Кавус I.

## Родина
- Кей-Кавус, султан у 1211-1220 роках
- Кей-Кубад, султан у 1220-1237 роках
- Кайфер ад-Дін Ібрагім